# Liga dos Campeões da OFC de 2020
A Liga dos Campeões da OFC de 2020 foi a 19ª edição do principal torneio de clubes da Oceania organizado pela Confederação de Futebol da Oceania (OFC).
O torneio foi suspenso em março de 2020 após a fase de grupos devido à pandemia de COVID-19. Em 4 de setembro de 2020, a OFC anunciou que a fase final foi cancelada devido às restrições de viagens causadas pela pandemia de COVID-19, e nenhum campeão seria concedido. O Auckland City foi nomeado como representante da OFC na Copa do Mundo de Clubes da FIFA de 2020 após a FIFA confirmar a realização do torneio.  

## Equipes classificadas
Um total de 18 equipes de todas as 11 associações da OFC disputaram a competição.
- As sete associações desenvolvidas (Fiji, Ilhas Salomão, Nova Caledônia, Nova Zelândia, Papua-Nova Guiné, Taiti e Vanuatu) tem duas vagas cada na fase de grupos.
- As quatro associações em desenvolvimento (Ilhas Cook, Samoa, Samoa Americana e Tonga) tem uma vaga cada na fase preliminar com o vencedor e o segundo colocado avançando a fase de grupos.

| Associação                          | Time                               | Método de qualificação                                                   |
| Times que entram na fase de grupos  | Times que entram na fase de grupos | Times que entram na fase de grupos                                       |
| ----------------------------------- | ---------------------------------- | ------------------------------------------------------------------------ |
| Fiji                                | Ba                                 | Campeão – Campeonato Fijiano de Futebol de 2019                          |
| Fiji                                | Lautoka                            | Vice-campeão – Campeonato Fijiano de Futebol de 2019                     |
| Ilhas Salomão                       | Solomon Warriors                   | Campeão – Campeonato Salomonense de Futebol de 2019–20                   |
| Ilhas Salomão                       | Henderson Eels                     | Vice-campeão – Campeonato Salomonense de Futebol de 2019–20              |
| Nova Caledônia                      | Magenta                            | Campeão – Campeonato Neocaledônio de Futebol de 2018                     |
| Nova Caledônia                      | Hienghène Sport                    | Vice-campeão – Campeonato Neocaledônio de Futebol de 2018                |
| Nova Zelândia                       | Eastern Suburbs                    | Campeão – Campeonato Neozelandês de Futebol de 2018–19                   |
| Nova Zelândia                       | Auckland City                      | Campeão – Campeonato Neozelandês de Futebol temporada regular de 2018–19 |
| Papua-Nova Guiné                    | Lae City                           | Campeão – Campeonato Papuásio de Futebol de 2019                         |
| Papua-Nova Guiné                    | Hekari United                      | Vice-campeão – Campeonato Papuásio de Futebol de 2019                    |
| Taiti                               | Vénus                              | Campeão – Campeonato Taitiano de Futebol de 2018–19                      |
| Taiti                               | Tiare Tahiti                       | Vice-campeão – Campeonato Taitiano de Futebol de 2018–19                 |
| Vanuatu                             | Malampa Revivors                   | Campeão – Campeonato Vanuatuano de Futebol de 2019                       |
| Vanuatu                             | Galaxy                             | Vice-campeão – Campeonato Vanuatuano de Futebol de 2019                  |
| Times que entram na fase preliminar |                                    |                                                                          |
| Ilhas Cook                          | Tupapa Maraerenga                  | Campeão – Campeonato Cookense de Futebol de 2019                         |
| Samoa                               | Lupe o le Soaga                    | Campeão – Campeonato Samoano de Futebol de 2019                          |
| Samoa Americana                     | Pago Youth                         | Campeão – Campeonato Nacional de Futebol de Samoa Americana de 2018      |
| Tonga                               | Veitongo                           | Campeão – Campeonato Tonganês de Futebol de 2019                         |

## Calendário
O calendário para a competição é o seguinte.
Em 9 de março de 2020, a OFC anunciou que todas as competições organizadas pela confederação seriam adiadas até 6 de maio de 2020 devido a Pandemia de COVID-19 na Oceania. Em 14 de maio de 2020, foi anunciado que as quartas de final haviam sido adiadas para setembro de 2020, no mínimo. Em 28 de julho de 2020, o OFC anunciou que as fases finais ocorrerão em um único local, com a decisão das datas e local a serem tomados pelo Comitê Executivo do OFC em 31 de agosto de 2020. Em 4 de setembro de 2020, a OFC anunciou que a fase final foi cancelada.
| Fase             | Data do sorteio        | Datas das partidas |
| ---------------- | ---------------------- | --- |
| Fase preliminar  | 13 de dezembro de 2019 | 25 de janeiro – 31 de janeiro (Nova Zelândia) |
| Fase de grupos   | 13 de dezembro de 2019 | - Grupo A: 16–22 de fevereiro (Papua-Nova Guiné) - Grupo B: 15–21 de fevereiro (Vanuatu) - Grupo C: 1–7 de março (Nova Caledónia) - Grupo D: 1–7 de março (Taiti) |
| Quartas de final | Cancelada              | Cancelada (originalmente 4–5 de abril) |
| Semifinais       | Cancelada              | Cancelada (originalmente 25–26 de abril) |
| Final            | Cancelada              | Cancelada (originalmente 16 de maio) |

## Fase preliminar
O sorteio para esta fase e a definição das sedes dos grupos foi anunciado pela OFC em 13 de dezembro de 2019.
Em 17 de dezembro de 2019 a OFC anunciou que o Pago Youth desistiu da disputa da competição devido ao surto de sarampo que atingiu o pacífico. As partidas serão disputadas entre 25 e 31 de janeiro de 2020 na Nova Zelândia.
| 25 de janeiro  | Lupe o le Soaga       | 2 – 0     | Veitongo | Ngahue Reserve, Auckland              |
| 16:00 (UTC+13) | Chant 27' · Ataga 31' | Relatório |          | Público: 300 Árbitro: NZL Calvin Berg |

| 28 de janeiro  | Tupapa Maraerenga | 0 – 0     | Lupe o le Soaga | Ngahue Reserve, Auckland                  |
| 16:00 (UTC+13) |                   | Relatório |                 | Público: 250 Árbitro: FIJ Kavitesh Behari |

| 31 de janeiro  | Veitongo         | 2 – 2     | Tupapa Maraerenga       | Ngahue Reserve, Auckland                   |
| 16:00 (UTC+13) | Polovili 2', 33' | Relatório | Estay 10' · Simiona 50' | Público: 250 Árbitro: TAH Teremoana Roihau |

## Fase de grupos
O sorteio para esta fase e a definição das sedes dos grupos foi anunciado pela OFC em 13 de dezembro de 2019.
- As partidas do Grupo A foram disputadas na Papua-Nova Guiné entre 16 e 22 de fevereiro.
- As partidas do Grupo B foram disputadas em Vanuatu entre 15 e 21 de fevereiro.
- As partidas do Grupo C foram disputadas na Nova Caledônia entre 1 e 7 de março.
- As partidas do Grupo D foram disputadas no Taiti entre 1 e 7 de março.

### Grupo A
Todas as partidas seguem o fuso horário (UTC+10).
| Pos. | Equipe          | Pts | J | V | E | D | GP | GC | SG |
| ---- | --------------- | --- | - | - | - | - | -- | -- | -- |
| 1    | Eastern Suburbs | 7   | 3 | 2 | 1 | 0 | 8  | 3  | +5 |
| 2    | Galaxy          | 4   | 3 | 1 | 1 | 1 | 7  | 5  | +2 |
| 3    | Hekari United   | 4   | 3 | 1 | 1 | 1 | 5  | 5  | 0  |
| 4    | Hienghène Sport | 1   | 3 | 0 | 1 | 2 | 3  | 10 | –7 |

|                 | HIE | EAS | HEK | GAL |
| --------------- | --- | --- | --- | --- |
| Hienghène Sport |     | 0–4 | 2–2 | –   |
| Eastern Suburbs | –   |     | 2–1 | –   |
| Hekari United   | –   | –   |     | 2–1 |
| Galaxy          | 4–1 | 2–2 | –   |     |

| 16 de fevereiro | Galaxy                                              | 4 – 1     | Hienghène Sport  | Estádio Sir John Guise, Porto Moresby  |
| 12:00           | Roberson 14' · Feni 34' · Carter 80' · Tangis 90+1' | Relatório | Athale 85' (pen) | Público: 1 000 Árbitro: SOL Ben Aukwai |

| 16 de fevereiro | Eastern Suburbs  | 2 – 1     | Hekari United | Estádio Sir John Guise, Porto Moresby  |
| 15:00           | Bueno 19', 45+2' | Relatório | Kepo 44'      | Público: 1 500 Árbitro: FIJ Veer Singh |

| 19 de fevereiro | Galaxy                    | 2 – 2     | Eastern Suburbs        | Estádio Sir John Guise, Porto Moresby |
| 12:00           | Carter 16' · Roberson 21' | Relatório | Bueno 43' (pen), 90+2' | Público: 100 Árbitro: SOL Timothy Niu |

| 19 de fevereiro | Hienghène Sport              | 2 – 2     | Hekari United                  | Estádio Sir John Guise, Porto Moresby |
| 15:00           | Kayara 5' · Athale 83' (pen) | Relatório | Joe 30' · Vinicius 45+7' (pen) | Público: 500 Árbitro: FIJ Deepak Raj  |

| 22 de fevereiro | Hienghène Sport | 0 – 4     | Eastern Suburbs                             | Estádio Sir John Guise, Porto Moresby |
| 12:00           |                 | Relatório | Bueno 11', 72' · Drake 17' · Thurston 90+5' | Público: 300 Árbitro: SOL Ben Aukwai  |

| 22 de fevereiro | Hekari United    | 2 – 1     | Galaxy   | Estádio Sir John Guise, Porto Moresby  |
| 15:00           | A. Kepo 54', 64' | Relatório | Kalo 84' | Público: 2 000 Árbitro: FIJ Veer Singh |

### Grupo B
Todas as partidas seguem o fuso horário (UTC+11).
| Pos. | Equipe           | Pts | J | V | E | D | GP | GC | SG |
| ---- | ---------------- | --- | - | - | - | - | -- | -- | -- |
| 1    | Malampa Revivors | 5   | 3 | 1 | 2 | 0 | 6  | 3  | +3 |
| 2    | Henderson Eels   | 5   | 3 | 1 | 2 | 0 | 8  | 7  | +1 |
| 3    | Lae City         | 4   | 3 | 1 | 1 | 1 | 10 | 6  | +4 |
| 4    | Lautoka          | 1   | 3 | 0 | 1 | 2 | 3  | 11 | –8 |

|                  | MAL | LAR | HEN | LAU |
| ---------------- | --- | --- | --- | --- |
| Malampa Revivors |     | 3–0 | 2–2 | –   |
| Lae City         | –   |     | 3–3 | –   |
| Henderson Eels   | –   | –   |     | 3–2 |
| Lautoka          | 1–1 | 0–7 | –   |     |

| 15 de fevereiro | Lae City                            | 3 – 3     | Henderson Eels                           | Luganville Soccer Stadium, Luganville      |
| 11:00           | Simon 3', 62' (pen) · Dabinyaba 64' | Relatório | Tanito 24' (pen), 70' (pen.) · Le'Ai 36' | Público: 2 500 Árbitro: TAH Norbert Hauata |

| 15 de fevereiro | Lautoka           | 1 – 1     | Malampa Revivors | Luganville Soccer Stadium, Luganville           |
| 15:00           | Caunter 29' (pen) | Relatório | Soromon 16'      | Público: 3 500 Árbitro: NZL Campbell-Kirk Waugh |

| 18 de fevereiro | Lautoka | 0 – 7     | Lae City                                                            | Luganville Soccer Stadium, Luganville |
| 11:00           |         | Relatório | Dabinyaba 23', 62' · Gunemba 37', 57' · Simon 39', 44' · Bika 45+2' | Público: 1 200 Árbitro: ASA Sione Mau |

| 18 de fevereiro | Malampa Revivors  | 2 – 2     | Henderson Eels | Luganville Soccer Stadium, Luganville    |
| 15:00           | Bai 5' · Ravo 86' | Relatório | Nawo 42', 80'  | Público: 2 800 Árbitro: NZL Antony Riley |

| 21 de fevereiro | Henderson Eels                       | 3 – 2     | Lautoka                     | Luganville Soccer Stadium, Luganville     |
| 11:00           | Watemae 72' · Le'Ai 87' · Nawo 90+6' | Relatório | Ali 29' · Caunter 51' (pen) | Público: 1 800 Árbitro: TGA Sione Lelenga |

| 21 de fevereiro | Malampa Revivors       | 3 – 0     | Lae City | Luganville Soccer Stadium, Luganville      |
| 15:00           | Batick 34', 45+3', 58' | Relatório |          | Público: 4 200 Árbitro: TAH Norbert Hauata |

### Grupo C
Todas as partidas seguem o fuso horário (UTC+11).
| Pos. | Equipe            | Pts | J | V | E | D | GP | GC | SG |
| ---- | ----------------- | --- | - | - | - | - | -- | -- | -- |
| 1    | Magenta           | 6   | 2 | 2 | 0 | 0 | 5  | 2  | +3 |
| 2    | Solomon Warriors  | 3   | 2 | 1 | 0 | 1 | 1  | 2  | –1 |
| 3    | Tiare Tahiti      | 0   | 2 | 0 | 0 | 2 | 2  | 4  | –2 |
| 4    | Tupapa Maraerenga | 0   | 0 | 0 | 0 | 0 | 0  | 0  | 0  |

|                   | MAG | SWA | TIA | TMA |
| ----------------- | --- | --- | --- | --- |
| Magenta           |     | 2–0 | 3–2 | –   |
| Solomon Warriors  | –   |     | 1–0 | –   |
| Tiare Tahiti      | –   | –   |     | –   |
| Tupapa Maraerenga | –   | –   | –   |     |

| 1 de março | Solomon Warriors | 1 – 0     | Tiare Tahiti | Stade Numa-Daly, Nouméa                |
| 16:00      | Ifunaoa 66'      | Relatório |              | Público: 150 Árbitro: NZL Nick Waldron |

| 1 de março | Tupapa Maraerenga | Cancelada | Magenta | Stade Numa-Daly, Nouméa    |
| 17:00      |                   | Relatório |         | Árbitro: TGA Sione Lelenga |

| 4 de março | Tupapa Maraerenga | Cancelada | Solomon Warriors | Stade Numa-Daly, Nouméa |
| 16:00      |                   | Relatório |                  |                         |

| 4 de março | Magenta                            | 3 – 2     | Tiare Tahiti     | Stade Numa-Daly, Nouméa                  |
| 20:00      | Nemia 45', 87' · Haring 51' (g.c.) | Relatório | Porlier 21', 76' | Público: 450 Árbitro: NZL Matthew Conger |

| 7 de março | Tiare Tahiti | Cancelada | Tupapa Maraerenga | Stade Numa-Daly, Nouméa |
| 14:00      |              | Relatório |                   |                         |

| 7 de março | Magenta                  | 2 – 0     | Solomon Warriors | Stade Numa-Daly, Nouméa              |
| 19:00      | Ranchain 16' · Hmaen 28' | Relatório |                  | Público: 550 Árbitro: NZL Cory Mills |

### Grupo D
Originalmente as partidas seriam disputadas no Stade Pater em Pirae porém em 12 de fevereiro foi anunciado a mudança para o Stade Municipal de Mahina em Mahina.
Todas as partidas seguem o fuso horário (UTC−10).
| Pos. | Equipe          | Pts | J | V | E | D | GP | GC | SG |
| ---- | --------------- | --- | - | - | - | - | -- | -- | -- |
| 1    | Auckland City   | 9   | 3 | 3 | 0 | 0 | 9  | 0  | +9 |
| 2    | Vénus           | 6   | 3 | 2 | 0 | 1 | 10 | 3  | +7 |
| 3    | Lupe o le Soaga | 3   | 3 | 1 | 0 | 2 | 4  | 11 | –7 |
| 4    | Ba              | 0   | 3 | 0 | 0 | 3 | 5  | 14 | –9 |

|                 | VEN | BAF | AUC | LOS |
| --------------- | --- | --- | --- | --- |
| Vénus           |     | 4–2 | 0–1 | –   |
| Ba              | –   |     | 0–6 | –   |
| Auckland City   | –   | –   |     | 2–0 |
| Lupe o le Soaga | 0–6 | 4–3 | –   |     |

| 1 de março | Ba | 0 – 6     | Auckland City                                                      | Stade Pater, Pirae                       |
| 17:00      |    | Relatório | Vale 30' · Tade 39', 45+1' · Rogerson 58' · Bevan 72' · Kaltak 84' | Público: 350 Árbitro: NCL Médéric Lacour |

| 1 de março | Lupe o le Soaga | 0 – 6     | Vénus                                                               | Stade Pater, Pirae                    |
| 20:00      |                 | Relatório | Tetauira 30', 48', 88' · Tehau 33' · Setefano 51' (g.c.) · Keck 76' | Público: 750 Árbitro: VAN Joel Hopken |

| 4 de março | Lupe o le Soaga                                               | 4 – 3     | Ba                               | Stade Municipal de Mahina, Mahina       |
| 17:00      | Mason 11' · Mosquera 29' (pen) · Taualai 38' · Ueligitone 42' | Relatório | Tiwa 72' · Waqa 74' · Drudru 76' | Público: 350 Árbitro: SOL Hamilton Siau |

| 4 de março | Vénus | 0 – 1     | Auckland City | Stade Municipal de Mahina, Mahina            |
| 20:00      |       | Relatório | Bevan 42'     | Público: 1 500 Árbitro: PNG David Yareboinen |

| 7 de março | Auckland City             | 2 – 0     | Lupe o le Soaga | Stade Municipal de Mahina, Mahina     |
| 17:00      | Kaltak 30' · Manickum 68' | Relatório |                 | Público: 250 Árbitro: SOL George Time |

| 7 de março | Vénus                             | 4 – 2     | Ba                     | Stade Municipal de Mahina, Mahina        |
| 20:00      | Tehau 29', 45+2', 55' · Barbe 36' | Relatório | Drudru 2' · Totori 10' | Público: 850 Árbitro: NCL Médéric Lacour |

## Fase final

### Equipes classificadas
| Grupo | Vencedores       | Segundo lugares  |
| ----- | ---------------- | ---------------- |
| A     | Eastern Suburbs  | Galaxy           |
| B     | Malampa Revivors | Henderson Eels   |
| C     | Magenta          | Solomon Warriors |
| D     | Auckland City    | Vénus            |